# Dora Lopes
Dora Freitas Lopes (Rio de Janeiro, 6 de novembro de 1922 – São Paulo, 24 de dezembro de 1983) foi uma cantora e compositora de música popular brasileira.
Começou sua carreira escondida de sua família, que não permitia que ela fosse cantora.
Dora era balconista em uma casa de modas no Rio de Janeiro, nos anos 40, e na hora do lanche fugia para participar dos shows de calouros. Foi então, em mais uma dessas fugidas, que em 1947 ela foi para o show de calouros de Ary Barroso, com o nome falso de Silvinha Barreto para não ser reconhecida por sua família.
Após cantar "Da cor do pecado" de Bororó, recebeu nota 5 de Ary Barroso, isso a deixou muito emocionada, mas não sendo o bastante, chega Francisco Alves, o Rei da Voz, com um buquê de rosas para presenteá-la, dizendo que tinha gostado muito da apresentação.

## Discografia
- Enciclopédia da Gíria (1957)
- Minhas Músicas E Eu (1965)
- Testamento (1974)
- Esta É Minha Filosofia (1976)